# Carta náutica

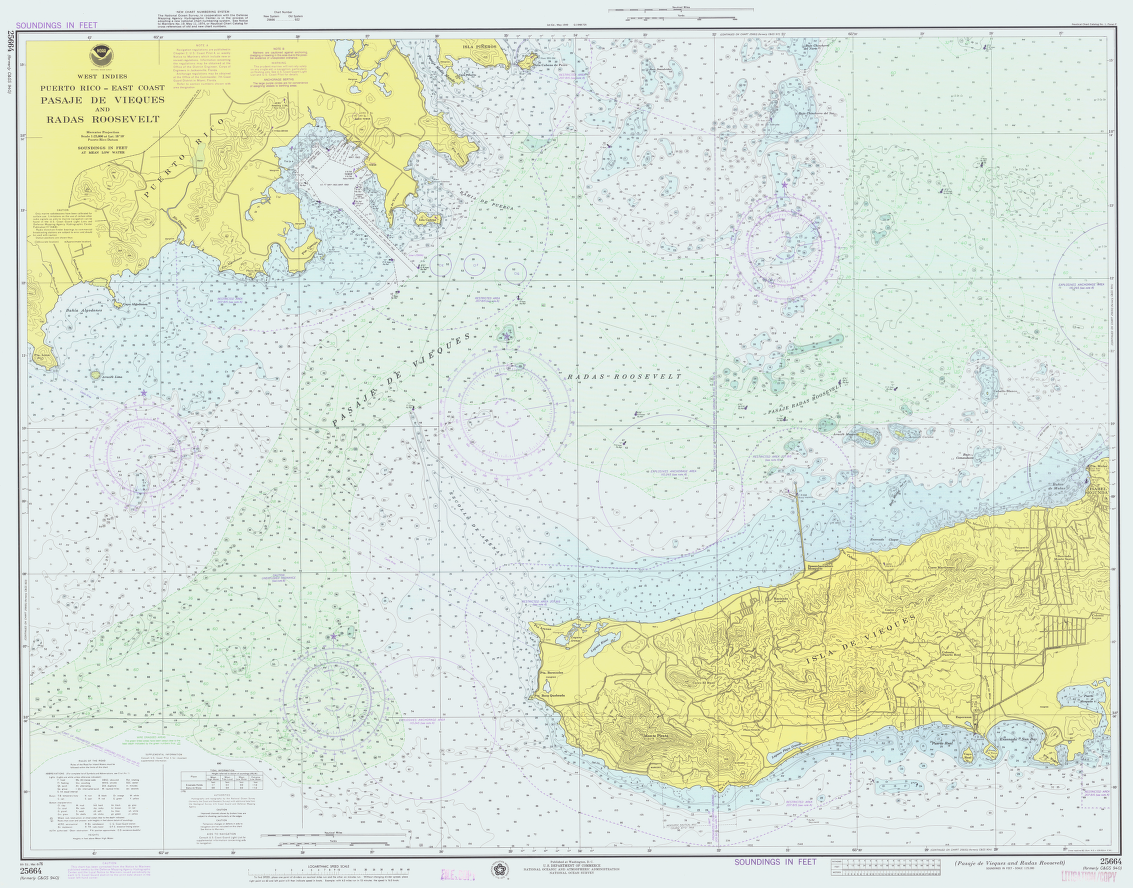
Una carta náutica de 1976 del pasaje de Vieques, un estrecho que separa la isla de Puerto Rico de la de Vieques. Administración Nacional Oceánica y Atmosférica (NOAA)

Una carta náutica es una representación a escala de aguas navegables y regiones terrestres adjuntas. Normalmente, indica las profundidades del agua y las alturas del terreno, naturaleza del fondo, detalles de la costa incluyendo puertos, peligros a la navegación, localización de luces y otras ayudas a la navegación. Las cartas de navegación son instrumentos esenciales para la navegación náutica. 
Tradicionalmente, las cartas de navegación estaban impresas en papel, pero recientemente se han desarrollado sistemas informáticos que permiten el almacenamiento y tratamiento de cartas náuticas con ordenadores.
Representar una esfera en una superficie plana tiene como consecuencia que haya cierta deformación de la realidad, ya que la esfera no puede desarrollarse de forma exacta en el plano.

## Tipos de cartas de navegación

Colores y profundidades en cartas inglesas

La representación de una superficie convexa (la tierra) en una plana, se realiza a través de diferentes tipos de proyecciones cartográficas, teniendo cada una de ellas una particular utilidad o finalidad. Básicamente, se utilizan para la navegación las siguientes:
- Proyección mercator. Son para la navegación loxodrómica. Estas cartas están basadas en una proyección cilíndrica[1] por lo que quedan los meridianos como rectas paralelas y a la misma distancia unos de otros. Los paralelos también están representados como rectas paralelas, pero la distancia es mayor entre ellos a medida que se van alejando del ecuador.
- Proyección gnomónica. Representa superficies terrestres en planos tangentes a un punto. A su vez, hay de tres clases:
  - Polares, cuando el plano es tangente al polo. Los meridianos quedan como rectas radiales y los paralelos como circunferencias concéntricas.
  - Ecuatoriales, cuando el plano es tangente al ecuador. Los meridianos son paralelos pero separados cada vez más entre ellos a medida que se separan del punto de tangencia. Los paralelos son curvas que aumentan su separación a medida que se alejasen del punto de tangencia y el ecuador es una línea perpendicular a los meridianos.
  - Horizontales, cuando la tangencia es un punto cualquiera. Los meridianos son rectas convergentes hacia el punto de proyección del polo y los paralelos curvas parabólicas.

## Clasificación de las cartas según la escala
- Cartas generales. Son las que engloban una gran cantidad de costa y mar. Se destinan a la navegación oceánica. Su escala es muy pequeña, normalmente entre 1/30 000 000 y 1/3 000 000.
- Cartas de arrumbamiento. Se utilizan para distancias medias. Sus escalas están comprendidas aproximadamente entre 1/3 000 000 y 1/200 000.
- Cartas de navegación costera. Sirven para navegar cerca de la costa. Suelen tener escalas comprendidas entre 1/200 000 y 1/50 000.
- Recalada. Son las que facilitan la aproximación a un puerto o a algún accidente geográfico. Su escala es de 1/25 000 o muy próxima a ella.
- Cuarterones. Muestran con detalle una extensión pequeña de costa y mar. Su escala es inferior a 1/25 000.
- Croquis de los ríos Suelen ser de escala 1/50 000 o superior, pero dada la alta precisión necesaria para navegar (cuestión de escasas decenas de metros con frecuencia), se usan sólo como referencia y no para determinar la posición. En general existen para los ríos navegables que son zonas de practicaje.

Además, las cartas se suelen llamar de punto menor a las que representan grandes extensiones, y de punto mayor a las que representan porciones menores.
- Batimétricas. Son las que indican la profundidad del fondo, los obstáculos, naufragios y derelictos, corrientes, fondos de limo, escollos, etc.
- Aproximación (aproaches). Son las que permiten aproximarse y recalar en ciertos puertos.

En muchas cartas, generalmente de navegación costera, está presente el cartucho: una inserción dentro de un marco de un cuarterón, una representación a mayor escala de una parte de la carta (representación de un lugar, puerto, fondeadero, bahía, isla).